# Mireille Nemale
Mireille Nemale, née le 24 juin 1949 à Baboutcheu-Ngaleu, dans la région de l'Ouest (Cameroun), est une styliste et modéliste camerounaise
Diplômée de l'école de la Chambre Syndicale de la couture parisienne, elle est la première femme africaine à y obtenir un brevet en  haute couture. Elle est depuis 1993 à la tête de New Fashion Academy, un centre de formation professionnelle en stylisme, modélisme et décoration.

## Biographie
Mireille Ngoumou Pauline Mireille est née le 24 juin 1949 à Baboutcheu-Ngaleu.

### Formation
Après l’obtention de son CEPE et d'un CAP en Arts Ménagers au Cameroun, elle intègre l'école de la Chambre syndicale de la haute couture de Parisienne de 1966 à 1973. Elle y obtient un CAP en couture floue, un CAP tailleurs Dame, un brevet d’enseignement Professionnel, un brevet d’enseignement Industriel, un Brevet Professionnel Option flou et enfin le brevet Supérieur de haute couture en 1973.
Elle suit des stages de formation dans de grandes maisons telles Christian Dior, Lanvin, Belenciaga, Pierre Cardin.

### Carrière

#### Enseignante
Après l'obtention de son brevet supérieur, Mireille Nemale retourne au Cameroun en 1973 et commence une carrière dans l'enseignement dans la ville de Douala. Dès son retour au Cameroun, elle est recrutée au CETIC d'Akwa  comme professeur en Industrie d’habillement; fonction qu'elle va exercer pendant 15 ans, avant d'être nommée chef de travaux, puis Inspectrice pédagogique provinciale à la délégation provinciale de l’enseignement secondaire du Littoral. Elle prend sa retraite en 2009 pour se concentrer entièrement à la formation au sein  de son centre de formation New Fashion Academy qu'elle a fondé en 1993.

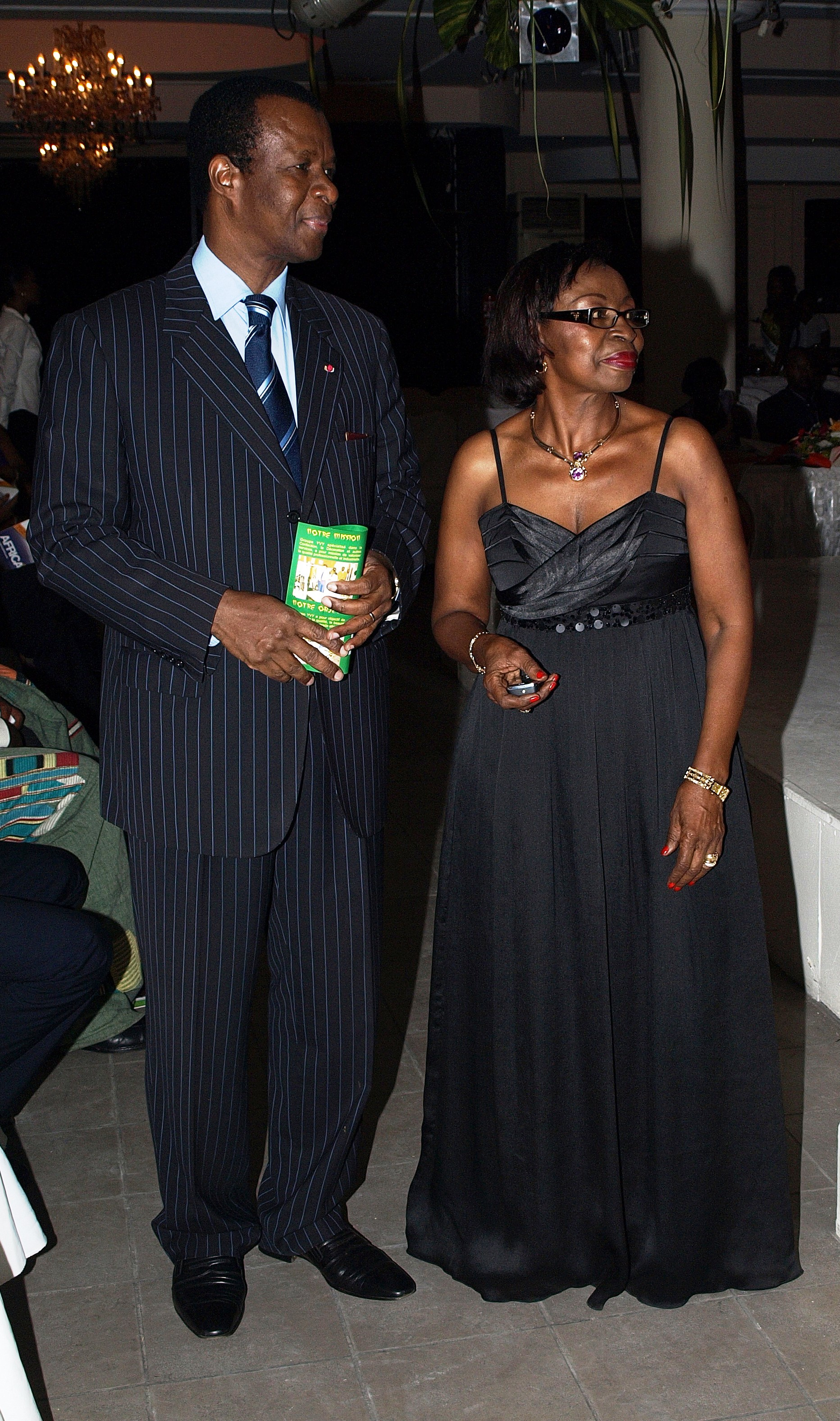
Mireille Nemale en compagnie du président de la Chambre de commerce, d’industrie, des mines et de l’artisanat du Cameroun, Christophe Eken.

#### Chef d'entreprise
En 1987, Mireille Nemale décide de créer sa propre entreprise et fonde le groupe YVY  et le centre de formation New Fashion Academy créé  en 1993 en est une branche.
La New Fashion Academy est un centre de formation professionnelle en stylisme, modélisme et décoration donc la marraine est Anna Ngann Yonn. Mireille Nemale a déjà formé plusieurs centaines de jeunes styliste modélistes et décoratrices évoluant au Cameroun et à l’étranger.

### Vie associative
Elle est membre de plusieurs associations interprofessionnelles de la filière coton et de la mode notamment l'interprofession Coton et Textiles (ICOTEC), (association des professionnels  des centres de formation ACADEMY ( ACEPROFAC ) et de la Fédération Camerounaise de la confection et du prêt à porter (FECPA). Elle est aussi depuis quelques années membre de la chambre de  commerce, d’industrie, des mines et de l’artisanat du Cameroun.

### Famille et vie privée
Mirelle Nemale devient veuve à l'âge de 26 ans alors qu'elle est enceinte de son troisième enfant. Son premier fils, Constant Nemale est un homme de médias. Elle est aussi Reine de la cour royale de Baboutcheu-Ngaleu.

## Prix et distinctions
- Prix de la meilleure artisane au Salon International de l’artisanat au Cameroun (SIARC) en  2010
- Premier prix « textile et confection »  au SIARC 2010
- Diplôme émérite du gouverneur de la Région du Littoral[2]
- Commandeur de l'ordre de la Valeur